# Courtisane et Vieillard
Courtisane et Vieillard est un tableau réalisé par le peintre allemand Lucas Cranach l'Ancien vers 1530. Cette huile sur bois transposé sur toile représente une femme regardant vers le spectateur alors qu'elle tient la main et le manteau en fourrure d'un homme qui a les yeux tournés vers elle, lui aussi visiblement amusé. Il s'agirait d'une allégorie du couple mal assorti, un sujet que l'artiste traite à plusieurs reprises à l'époque, par exemple dans Les Amants mal assortis, où le thème est encore plus explicite, la différence d'âge entre les figures étant peut-être plus manifeste. L'œuvre est conservée au musée des Beaux-Arts et d'Archéologie de Besançon, à Besançon, en France.

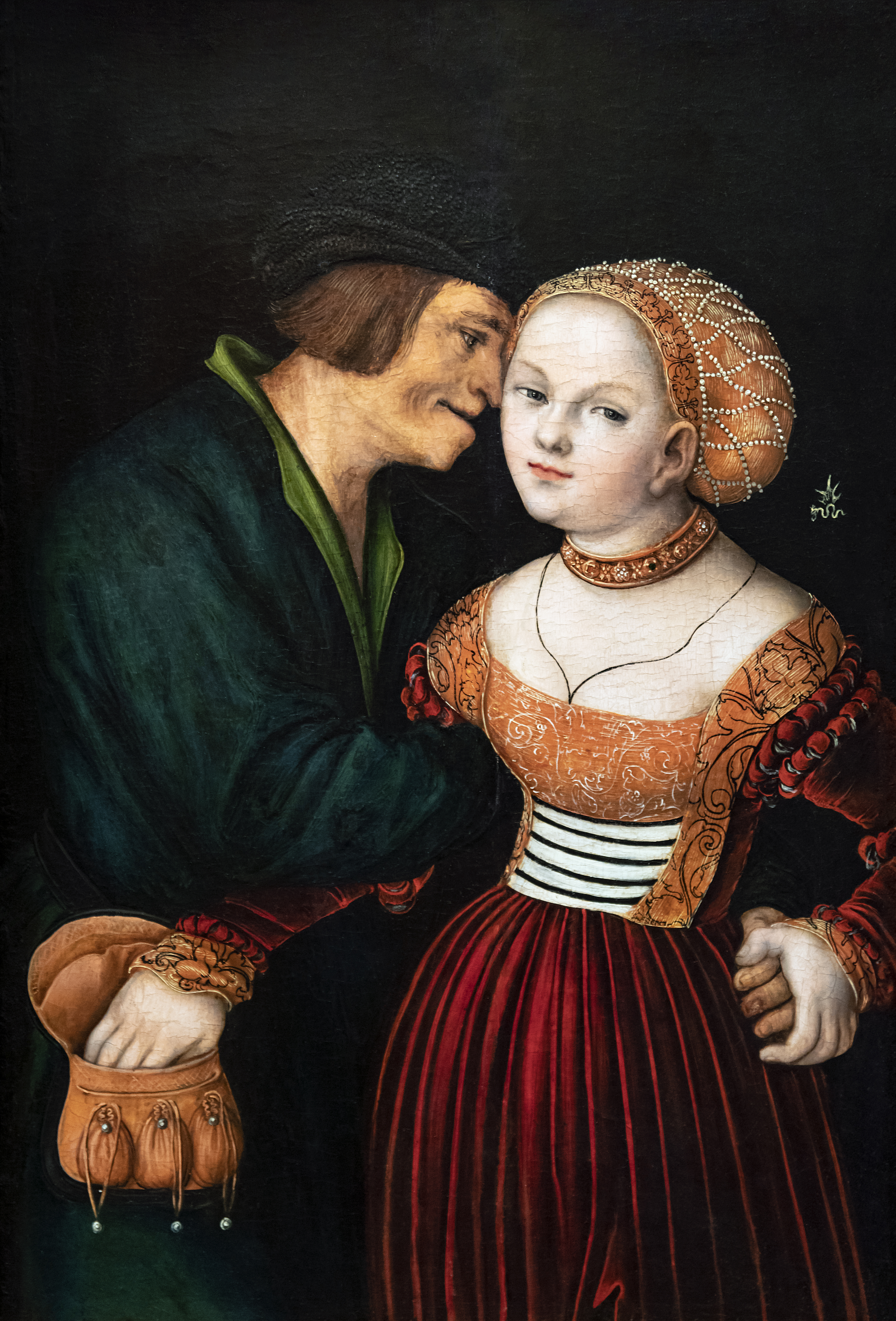
Les Amants mal assortis, Fondation Bemberg, Toulouse.